# Кенилворт (роман)
«Кенилво́рт» (англ. Kenilworth) — исторический роман Вальтера Скотта, опубликованный в январе 1821 года. Он был опубликован издательством Constable and Co. в сотрудничестве с лондонской фирмой Hurst, Robinson, and Co., так как сотрудничество с издательством Longman в октябре 1820 года распалось.

## Предыстория

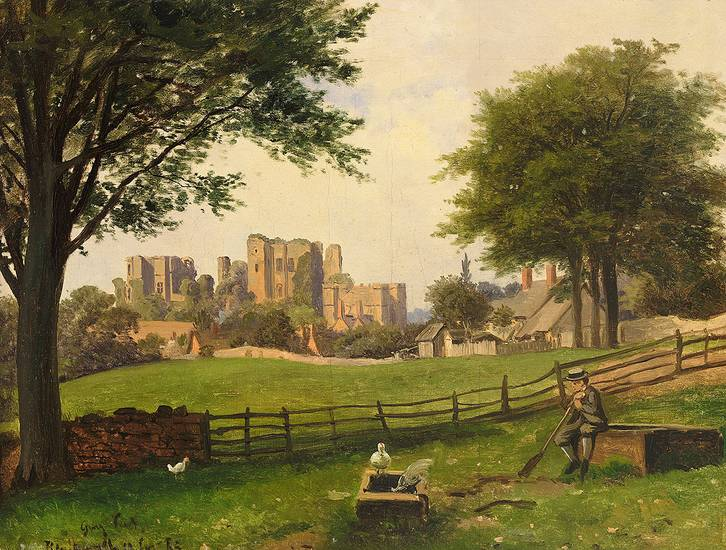
«Кенилворт», Георг Зал, 1865 год

История создания этого романа упоминается в книге биографа Скотта Дж. Г. Локхарта «Жизнь Вальтера Скотта» (англ. Life of Sir Walter Scott; 1837—1838). Раз в предыдущем романе — «Аббат» — автор повествует о судьбе Марии Стюарт, то следующую книгу издатель Арчибальд Констебл предложил посвятить заклятому политическому врагу Марии Стюарт — королеве Елизавете I. Автор принял это предложение. Во вступлении Скотт пишет: «Настоящий или только кажущийся успех, которого автор добился в описании жизни королевы Марии, естественно побудил его предпринять подобную же попытку и в отношении „её сестры и врага“, прославленной Елизаветы». Писатель, однако, не принял намёка назвать новую книгу The Armada и построить сюжет вокруг испанского вторжения. Вместо этого он сосредоточился на сюжете предполагаемого убийства Эми Робсарт, первой жены графа Роберта Дадли (фаворита Елизаветы I).
Письмо Констебла не сохранилось. Предположительно, оно было получено Скоттом в конце декабря 1819—начале января 1820 года. В середине января был подписан контракт на написание новой книги, хотя автор ещё работал над «Монастырём» и даже не начал роман «Аббат» (оба опубликованы в 1820 году). Тем не менее, «Кенилворт» был закончен в декабре 1820 года.
В предисловии Скотт упоминает, что в юности ему очень нравилась баллада Микла о замке Камнор-холл. Первоначально он планировал назвать книгу «Камнор-холл». Констебл, оказавший значительную помощь в обеспечении Скотта обширным списком справочных материалов, предложил название «Кенилворт» в честь замка Кенилворт, на что писатель согласился.

## Сюжет
Название  романа относится к  принадлежавшему Дадли Замку Кенилуэрт в Кенилворте, графство Уорикшир. Но роман начинается в Камноре, рядом с Абингдоном в Оксфордшире.
Действие романа происходит, по-видимому, в  1575 году, и описывает тайный брак Роберта Дадли, 1-й графа Лестера, и Эми Робсарт, дочери сэра Хью Робсарта. События начинаются, когда Эми бежит от её отца и её суженого, Трессилиана, чтобы выйти замуж за графа. Эми страстно любит своего мужа, и граф любит её, но у него есть карьерные амбиции. Он пытается добиться расположения  Елизаветы I и надеется добиться власти, скрывая  брак с Эми. В конце книги к стыду графа королева, наконец, открывает истину. Но раскрытие его обмана происходит слишком поздно, поскольку ещё более амбициозный, чем его хозяин, слуга графа Варни уже убил Эми.

## Успех романа
«Кенилворт» был хорошо встречен читателями и критиками. Обозреватель The Edinburgh Review, например, высоко оценил образ Елизаветы, а The Quarterly назвал её «ярким и великолепным» персонажем. Однако, как и боялся Скотт, The Quarterly и Gentleman’s Magazine нашли концовку слишком трагичной.
Как и замок Лохлевен после публикации романа «Аббат», замок Кенилворт превратился в место паломничества туристов.

## Адаптации
- «Замок Кенилворт» — опера Гаэтано Доницетти (1829)